# Musa basjoo
Musa basjoo, conocida como banana japonesa, es una especie de planta perteneciente a la familia Musaceae.
Antes se pensaba que se originó a partir de la islas Ryukyu de Japón, de donde fue descrita por primera vez en el cultivo, pero ahora se sabe que tienen su origen en el sur de China, donde también se cultiva ampliamente, con poblaciones silvestres que se encuentran en la provincia de Sichuan.

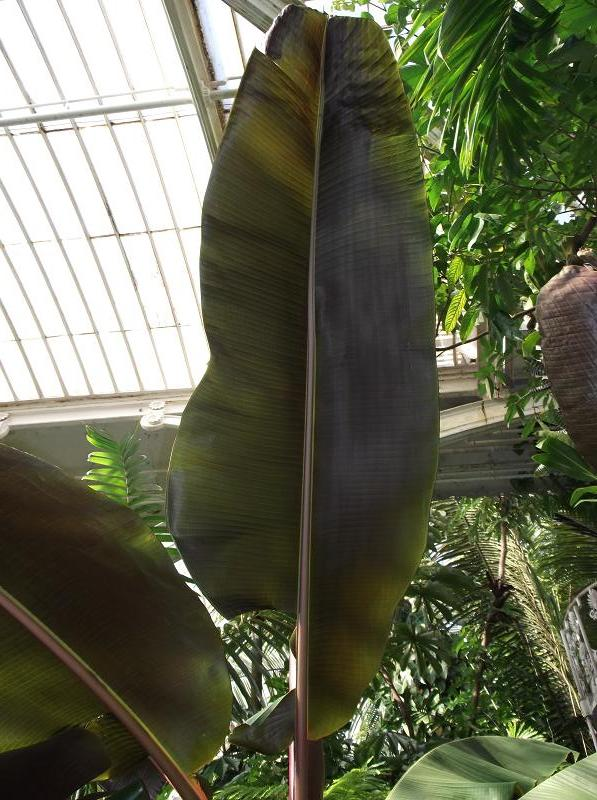
Detalle de hoja

## Descripción
Musa basjoo es una herbácea perenne con tronco como pseudotallos que alcanza un tamaño de alrededor de 6.6 a 8.2 metros, con una corona de hojas de color verde de hasta 2 metros de largo y 70 centímetros de ancho en la madurez. La especie produce flores masculinas y femeninas en la misma inflorescencia que puede extenderse por más de 1 metro. La fruta de banano formada es de color amarillo-verde, alrededor de 5-10 centímetros de largo y 2-3 de ancho;. Son no comestibles, con pulpa blanca y muchas semillas negras.

## Cultivo
Musa basjoo ha sido ampliamente cultivado por la fibra y como planta ornamental en jardines fuera de su área de distribución natural, por primera vez en Japón, y desde finales del siglo XIX, en partes del norte de Europa (norte de Inglaterra), los Estados Unidos y Canadá. Aunque el pseudotallo sólo puede hacer frente a algunos grados bajo cero, el rizoma subterráneo se considera resistente a las heladas, si está bien aislado con un grueso acolchado, en zonas con temperaturas invernales de hasta -15 °C. Si el pseudotallo es destruido, el banano rebrota desde el suelo donde crece rápidamente a tamaño completo en una temporada en condiciones óptimas.

## Usos
En los jardines se utiliza como una planta resistente de follaje tropical. En su área de distribución en Japón, donde se cree que han sido importado de China, las fibras de la planta se utilizan para producir textiles conocidos en japonés como bashōfu (芭蕉布, lit. "paño de plátano").

## Usos médicos
En la medicina tradicional china, los médicos utilizan el tallo, raíz, flor, hojas, y rizoma de Musa basjoo para aliviar el calor de toxinas, calmar la sed y eliminar orina.

## Taxonomía
Musa basjoo fue descrita por Siebold & Zucc. ex Iinuma y publicado en Sintei Somoku Dzusetsu (ed. 2) 3:, t. 1. 1874.
Sinonimia
- Musa dechangensis J.L.Liu & M.G.Liu
- Musa japonica Thibaud & Keteleer
- Musa lushanensis J.L.Liu
- Musa luteola J.L.Liu[9][10]